# Hiperinflacja w Republice Weimarskiej
Hiperinflacja w Republice Weimarskiej – okres hiperinflacji w Rzeszy Niemieckiej w latach 1919–1923.
Inflacja w niemieckiej gospodarce narastała łagodnie już podczas I wojny światowej. Na przełomie 1919/1920 wzrost cen zaczął gwałtownie przyspieszać, jednak sytuacja ustabilizowała się na wiosnę 1920. Latem 1921 r. inflacja ponownie nabrała przyspieszenia, by rok później – w 1922 – przerodzić się w hiperinflację. Najwyższa miesięczna stopa hiperinflacji niemieckiej wyniosła 29 525,71%, co jest trzecim najwyższym wynikiem w historii po stopie hiperinflacji w Serbii (1992–1994) – 309 tys. % i Węgrzech (1945–1946) – 1,295 × 1016 % (12,95 biliarda).
W okresie międzywojennym przyczyn hiperinflacji upatrywano w:
1. deprecjacji marki przekładającej się na wzrost cen i płac prowadzącego do emisji dodatkowego pieniądza (teoria bilansu płatniczego),
2. nadmiernej emisji pieniądza w celu pokrycia deficytów budżetowych wynikających z potrzeby finansowania I wojny światowej, powojennej odbudowy gospodarki oraz spłat reparacji wojennych (ilościowa teoria pieniądza).

W okresie powojennym sformułowano trzecią teorię, wg której zarówno emisja dodatkowego pieniądza, jak i ujemny bilans płatniczy były symptomami inflacji, a nie jej przyczynami – źródeł inflacji upatrywano w stale rosnących kosztach produkcji, w szczególności w podwyżkach płac.

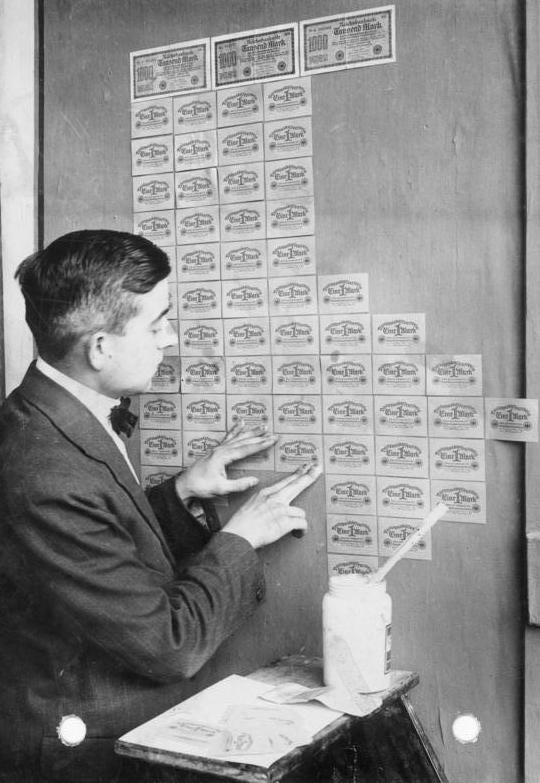
Tapetowanie banknotami o nominale 1 marki było tańsze niż tapetami, 1923

## Zjawisko hiperinflacji
Literatura przedmiotu nie wypracowała jednoznacznej klasyfikacji inflacji ze względu na wzrost cen i tempo w jakim się on odbywa. W przypadku hiperinflacji często przyjmuje się definicję zaproponowaną w 1956 r. przez amerykańskiego ekonomistę Philipa Cagana – hiperinflacja występuje wtedy kiedy miesięczna stopa inflacji przekracza 50% a kończy się w miesiącu poprzedzającym spadek inflacji poniżej 50% na okres co najmniej jednego roku. Miesięcznej stopie 50% odpowiada stopa roczna ok. 13 000%.

## Przyczyny hiperinflacji w Niemczech
W okresie międzywojennym zjawisko hiperinflacji niemieckiej tłumaczyły dwie teorie ekonomiczne: teoria bilansu płatniczego i ilościowa teoria pieniądza.

### Teoria bilansu płatniczego
Według zwolenników teorii bilansu płatniczego (m.in. Reichsbank, ekonomiści niemieccy, np. Helfferich, 1923; Moritz Bonn, ekonomista amerykański John Henry Williams) przyczyn hiperinflacji należało upatrywać w ujemnym bilansie płatniczym i zachowaniu kursu walutowego – deprecjacji marki.

Ujemny bilans płatniczy po zakończeniu wojny oznaczał odpływ pieniądza z kraju. Według Karla Helffericha – sekretarza stanu w Ministerstwie Skarbu (1915) odpowiedzialnego za finansowanie wojny, późniejszego wicekanclerza w rządzie Theobalda von Bethmanna Hollwega – deficyt na rachunku płatniczym związany był z trudnościami Niemiec w pozyskaniu kredytów zagranicznych, koniecznością importu coraz droższych surowców, a ponadto stale rósł wskutek płatności na rzecz Belgii i Francji – spłat 132 miliardów marek w złocie reparacji wojennych nałożonych na Niemcy w 1921 r. i innych obciążeń wynikających z postanowień traktatu wersalskiego. Ujemny bilans płatniczy doprowadził do deprecjacji waluty, co z kolei wywołało wzrost cen – inflację i wzrost płac, i w efekcie doprowadziło do niedoboru pieniądza na rynku. Wobec takiej sytuacji, Helfferich uważał, że Reichsbank był zmuszony do emisji dodatkowego pieniądza, by zapewnić obsługę transakcji po wyższych cenach – sprostać rosnącemu popytowi na pieniądz i nie dopuścić do zapaści gospodarczej. Helfferich mówił: 

Inflacja i załamanie się wymiany to dzieci tego samego rodzica: niemożności zapłaty reparacji nałożonych na nas. Problem odbudowy obiegu nie jest problemem technicznym czy bankowym; to jest, wg ostatniej analizy, problem równowagi pomiędzy ciężarem a zdolnością gospodarki niemieckiej do jego uniesienia.

Jednocześnie Helfferich podkreślał, że deprecjacja waluty zachodziła w dużo szybszym tempie niż przyrost ilości pieniądza w obiegu, wnioskując z tego, że emisja pieniądza nie mogła doprowadzić do spadku wartości marki.
Zwolennicy teorii bilansu płatniczego winą za hiperinflację obarczali aliantów – co przemawiało do nacjonalistycznie nastawionych mas. Ponadto politycy i prasa o deprecjację waluty oskarżała spekulantów.

### Ilościowa teoria pieniądza
Natomiast według ekonomistów popierających ilościową teorię pieniądza, hiperinflacja była spowodowana nadmierną emisją pieniądza w celu pokrycia rosnących deficytów budżetowych (Walter Eucken, 1923; Ludwig von Mises, 1922; L. Albert Hahn; Bresciani-Turroni, 1937; Graham, 1930).
Podaż pieniądza w Rzeszy zaczęła rosnąć już z wybuchem I wojny światowej – koszty wysiłku wojennego finansowano przede wszystkim poprzez emisję papierów dłużnych, które wobec zawieszenia wymienialności marki na złoto stały się nowym pokryciem waluty niemieckiej – Reichsbank dokonywał monetyzacji niemieckiego długu publicznego – skupował weksle skarbowe na otwartym rynku, udzielając w ten sposób pożyczek rządowi na pokrycie deficytu. Po przegranej wojnie podaż pieniądza nadal rosła by zaspokoić rządowe zapotrzebowanie na środki finansowe, co doprowadziło do deprecjacji waluty niemieckiej i osłabienia siły nabywczej.

## Chronologia wydarzeń

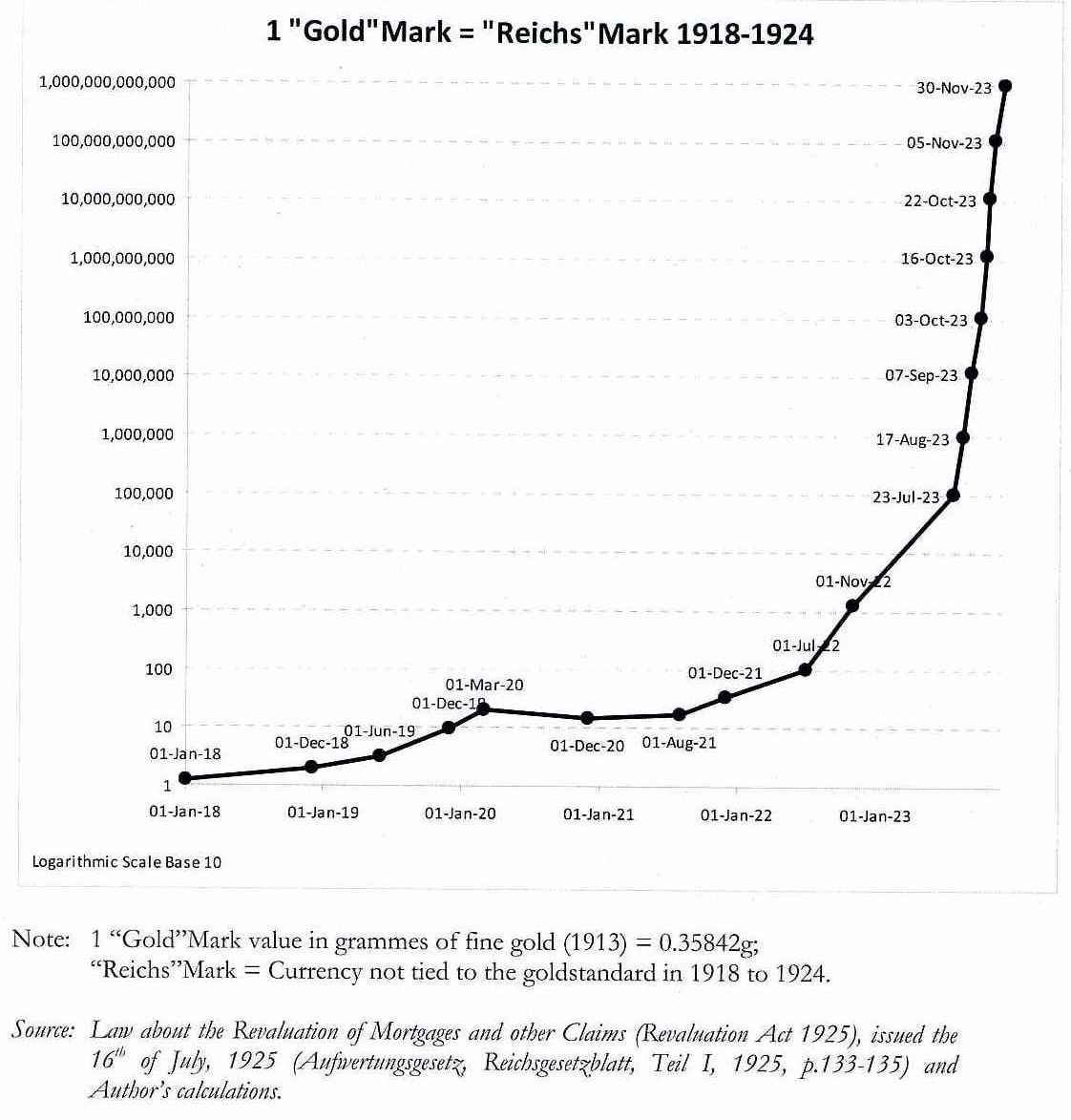
Hiperinflacja w Niemczech: kurs złotej marki do marki papierowej, 1918–1924

Proces deprecjacji waluty niemieckiej przebiegał nierównomiernie. W 1913 r., przed wybuchem I wojny światowej, kurs dolara amerykańskiego do marki niemieckiej, brytyjskiego szylinga, francuskiego franka czy włoskiego lira utrzymywał się na podobnym poziomie. W latach 1914–1918 kurs marki spadł o połowę, a do sierpnia 1919 marka ponownie straciła połowę swojej wartości. Podczas negocjacji pokojowych (18 stycznia 1919 – 21 stycznia 1920) deprecjacja marki nabrała przyspieszenia – w lutym 1920 wartość marki spadła do jednej czterdziestej jej wartości przedwojennej. Po okresie kilkunastomiesięcznej stabilizacji – we wrześniu 1921 jedna marka była warta mniej niż jeden cent amerykański, w czerwcu 1922 za markę płacono już tylko ⅓ centa amerykańskiego. Wartość marki spadała odtąd w przyspieszającym tempie. W listopadzie 1923 jedna marka papierowa warta była jedną bilionową złotej marki z 1914 – za 1 dolara amerykańskiego płacono 4,2 biliona marek (4,2 × 1012).

### I wojna światowa
31 lipca 1914 Reichsbank zawiesił samozwańczo wymienialność marki na złoto w swoich placówkach – w przededniu wojny obywatele niemieccy wymienili w filiach banku ok. 100 milionów marek, a rezerwy bankowe kruszcu były na wyczerpaniu. 4 sierpnia 1914 wymienialność została zawieszona ustawowo. Jednocześnie stworzono nowe możliwości zwiększania podaży pieniądza poprzez zniesienie wymogu pokrycia marki w złocie (ustawowo nie mniej niż 1/3 banknotów w obiegu musiała mieć pokrycie w złocie a reszta w trzymiesięcznych wekslach gwarantowanych) – nowym pokryciem waluty mogły być odtąd trzymiesięczne papiery dłużne Rzeszy. Ponadto kasy pożyczkowe (niem. Darlehnskassen), które udzielały kredytów lombardowych pod zabezpieczenie państwowymi papierami dłużnymi, mogły wprowadzać do obiegu jako oficjalny środek płatniczy tzw. Darlehnskassenscheine, które Reichsbank wymieniał na banknoty.
Pierwsze sześć dni mobilizacji na początku wojny wymagało zapewnienia finansowania w wysokości 750 milionów marek, co pomimo pełnowymiarowej pracy mennic przyczyniło się do niedoboru pieniądza o nominałach mniejszych niż 5 marek. Wówczas miasta, gminy, a nawet przedsiębiorstwa rozpoczęły, za cichym przyzwoleniem rządu, emisję własnych pieniędzy (niem. Notgeld) o nominałach 50 fenigów oraz 1, 2, 3 i 5 marek. Kiedy zaczęło brakować niezbędnych do produkcji bilonu miedzi i niklu, monety o nominale niższym niż 10 fenigów zaczęto bić z żelaza, cynku i aluminium. Jednak emisje te nie zaspokoiły popytu na drobne, ponieważ zarówno gospodarstwa domowe, jak i urzędy gromadziły bilon miedziany, by pokrywać swoje zobowiązania. Doprowadziło to do kolejnej emisji pieniądza komunalnego w 1915–1916. Jednocześnie w obozach dla internowanych jeńców wojennych wprowadzono specjalny pieniądz obozowy (niem. Lagergeld). Ponadto w 1916 r. wycofano z obiegu srebrne i złote monety w celu przetopienia ich na metal przemysłowy, a część środków gromadzono by uregulować płatności za towary importowane – jako rekompensatę na rynek wypuszczono pieniądz papierowy. Ponadto w okresie, kiedy produkcja krajowa była nastawiona na potrzeby wojny, na rynku wewnętrznym zaczęło brakować wielu towarów pierwszej potrzeby, co powodowało wzrost ich cen. W 1917 r. wzrost cen przewyższył wzrost płac nominalnych – płace realne zaczęły spadać. W 1918 r. płace realne zaczęły wzrastać a popyt cywilny nie mógł jednak zostać zaspokojony ze względu na panujące niedobory.

Stale rosnące koszty wysiłku wojennego – w sumie 164 miliardy marek (164 × 109) – finansowano przede wszystkim poprzez emisję papierów dłużnych: obligacji skarbowych (97 miliardów marek) – np. obligacji wojennych (niem. Kriegsanleihen), weksli skarbowych (niem. Schatzwechsel), przekazów skarbowych (niem. Schatzanweisungen) itp. (57 miliardów marek), a w mniejszym stopniu poprzez zwiększanie opodatkowania (10 miliardów marek). Za reformą systemu podatkowego i podwyższeniem podatków opowiadał się Adolph Wagner, natomiast Karl Helfferich, ówczesny sekretarz stanu w Urzędzie Skarbu Rzeszy (niem. Reichsschatzamt), popierał politykę zadłużania. Jak sugerował Helferrich w swoim przemówieniu przed Reichstagiem w 1915 r., wykup obligacji wojennych po zwycięskiej wojnie mógł być finansowany z reparacji wojennych uzyskanych przez Niemcy od przegranych: 

Moi Panowie, z tego jak się sprawy mają wynika, że jedyną drogą, która nam obecnie pozostaje aby ostatecznie uregulować koszty wojny jest zaciągniecie kredytów, by przy ich pomocy przenieść spłatę naszych zobowiązań w przyszłość, na okres po zawarciu pokoju, na spokojne czasy. Przy czym chciałbym dziś ponownie podkreślić: jeśli Bóg da nam zwycięstwo a tym samym możliwość kształtowania warunków pokoju podług naszych potrzeb, wtedy obok innych spraw nie powinniśmy, nie wolno nam, zapomnieć o kwestii kosztów; [żywe poparcie] jesteśmy to winni przyszłości naszego narodu. [Okrzyki – Racja!] Musimy, o ile będzie to możliwe, uwolnić całą przyszłość naszego narodu od brzemienia, które narosło podczas wojny. [kolejne okrzyki – Racja!] Podżegający do tej wojny zasłużyli na ołowiany ciężar miliardów; [okrzyki – Racja!] oni powinni nieść ten ciężar przez dziesięciolecia, nie my. [okrzyki – Bardzo dobrze!].

Finansowanie wydatków państwowych na drodze deficytu doprowadziło to gwałtownego wzrostu zadłużenia państwa. Jednak od 1916 r. papiery dłużne Niemiec nie znajdowały nabywców na rynku, funkcję kredytodawcy przejął Reichsbank poprzez emisję dodatkowego pieniądza (monetyzacja długu publicznego). Finansowanie deficytu za pomocą emisji dodatkowego pieniądza zamiast zwiększania dochodów budżetowych (np. poprzez podniesienie podatków) czy pożyczek na rynku finansowym spowodowało pięciokrotny wzrost podaży pieniądza w latach 1914–1918. Deprecjacja waluty postępowała jednak relatywnie wolno, do końca wojny kurs marki wobec dolara amerykańskiego spadł o połowę.
| Rok           | Ilość pieniądza w obiegu, miliony marek |
| czerwiec 1914 | 6323                                    |
| grudzień 1918 | 33 106                                  |
| grudzień 1921 | 122 963                                 |
| czerwiec 1922 | 180 716                                 |
| grudzień 1922 | 1 295 228                               |
| czerwiec 1923 | 17 393 000                              |

### Sytuacja powojenna
Po zakończeniu wojny utrzymywała się łagodna inflacja. Dług publiczny osiągnął rekordowe 166 miliardów marek, z czego 48 miliardów pochodziło z monetyzacji. Budżet Rzeszy obciążały koszty utrzymania porządku publicznego wobec narastających nastrojów rewolucyjnych, koszty demobilizacji i przestawienia gospodarki na produkcję cywilną oraz wypłaty rent weteranom wojennym i rodzinom poległych. Rząd subwencjonował żywność, a także dopłacał do działalności poczty i kolei – udział subwencji w budżecie państwa stale wzrastał. Utrzymując politykę pełnego zatrudnienia rząd zapewniał spokój społeczny, stąd też niechętnie patrzono na ewentualne podwyżki podatków. Wobec stale rosnących wydatków państwa, dochody z podatków, opłat i ceł nie były w stanie pokryć potrzeb finansowych Rzeszy. Deficyty budżetowe nadal finansowano za pomocą emisji pieniądza bez pokrycia. Na przełomie listopada i grudnia 1918 podaż pieniądza zwiększyła się w stosunku do października 1918 o 24%. Pierwszy powojenny minister finansów Eugen Schiffer planował wprowadzenie 80% podatku od zysków wojennych i 10% podatku od zysków kapitałowych, a także podwyżkę podatku dochodowego i podatku od spadków i darowizn – jego zamierzenia spotkały się z ostrą krytyką ze strony Landów a bardziej zamożni obywatele zaczęli wyprowadzać swój kapitał za granicę. Z kolei Matthias Erzberger, minister bez teki, skrytykował 10% podatek od zysków kapitałowych jako zbyt niski – w Wielkiej Brytanii wynosił on wówczas 20% – gabinet poparł Erzbergera.
Próby zdławienia inflacji i konsolidacji finansów publicznych podjęte przez ministra finansów w rządzie Gustava Bauera Matthiasa Erzbergera nie powiodły się.
Sytuację budżetową pogorszyły horrendalnie wysokie reparacje wojenne w kwocie 132 miliardów marek w złocie nałożonych na Niemcy w maju 1921. Jeszcze w trakcie negocjacji, wobec oporu strony niemieckiej, wojska Francji i Belgii wkroczyły do Nadrenii, okupując główne ośrodki przemysłowe Düsseldorf i Duisburg wraz z Ruhrortem. W przejawie protestu przeciw wysokości odszkodowań wojennych gabinet Konstantina Fehrenbacha podał się do dymisji, nie chcąc ratyfikować porozumienia. 10 maja 1921 zaprzysiężono nowy rząd Josepha Wirtha, który zobowiązał się do spłaty reparacji w ich pełnym wymiarze, by zademonstrować aliantom wolę polityczną niemieckiego rządu pomimo niemożliwość wypełnienia zobowiązań, a przez to doprowadzić do rewizji porozumienia w sprawie reparacji. Owa polityka ustępstw – nazywana przez ówczesnych polityków prawicowych Erfüllungspolitik – doprowadziła do głębokiej polaryzacji sceny politycznej, a prawicowe partie opozycyjne zaczęły zyskiwać na poparciu społecznym. W czerwcu 1921 zaufanie do marki zaczęło topnieć, coraz więcej przedsiębiorstw i gospodarstw domowych wyzbywało się pieniędzy, przyczyniając się do przyspieszenia obiegu pieniądza w gospodarce.
W 1921 r. spłaty reparacji wojennych stanowiły 32,4% wszystkich wydatków budżetowych, a w 1922 już 35,7%. Jeszcze latem i na jesieni 1921 Walther Rathenau – ówczesny minister odbudowy Niemiec i Louis Loucheur – francuski minister regionów wyzwolonych podpisali porozumienie w sprawie spłat niemieckich reparacji. Francja zgodziła się na spłaty węglem, koksem, drewnem, a nawet w formie świadczeń pracy. Powołano nawet niemiecko-francuskie przedsiębiorstwa typu joint venture w celu odbudowy północnych regionów Francji.

### Hiperinflacja 1922–1923

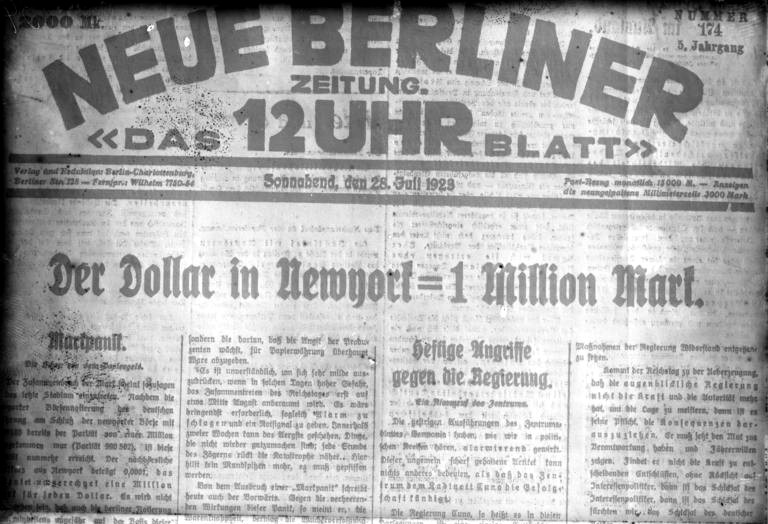
W lipcu 1923 berlińska gazeta donosiła, że w Nowym Jorku za dolara trzeba zapłacić milion marek

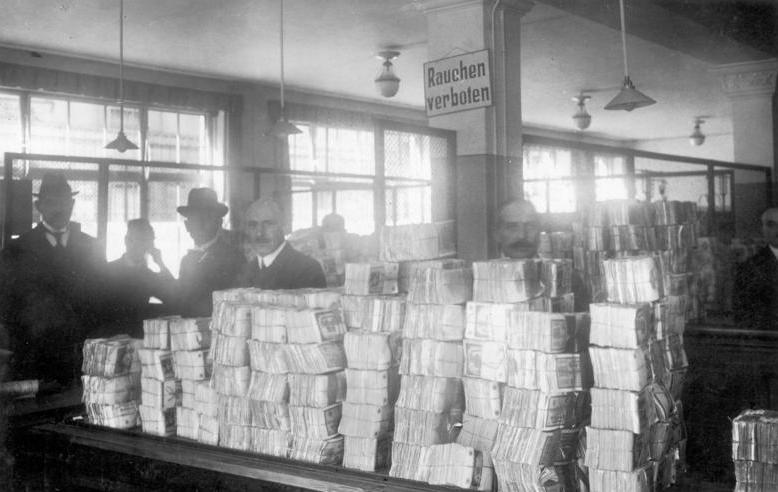
Punkt dostaw pieniądza w berlińskim oddziale Reichsbanku, październik 1923

Dalsze procesy inflacyjne zostały przyspieszone poprzez nagły wzrost oczekiwań inflacyjnych. Wzrost ten związany był z zabójstwem ministra spraw zagranicznych Walthera Rathenaua w czerwcu 1922 przez członków skrajnie prawicowej organizacji terrorystycznej Consul oraz z wydaniem na zlecenie Komisji Reparacyjnej w czerwcu 1922 raportu komisji bankowej pod przewodnictwem J.P. Morgana, w którym zalecano wstrzymanie się z udzielaniem Niemcom pożyczek długoterminowych, aż do rewizji roszczeń reparacyjnych. Zaufanie w stabilność polityczną w Niemczech zostało poważnie nadszarpnięte, co przyśpieszyło proces deprecjacji marki.
Jednocześnie rząd nie był w stanie wywiązać się ze zobowiązań reparacyjnych wobec Francji i zapobiec planom zajęcia zagłębia Ruhry – głównego ośrodka przemysłowego Rzeszy – przez wojska francuskie na poczet odszkodowań. W listopadzie 1922 świeżo powołany drugi rząd Josepha Wirtha upadł, kiedy nie udało się zawiązać koalicji ze wszystkimi siłami demokratycznymi reprezentowanymi w Reichstagu. Kolejny rząd bezpartyjnego liberała Wilhelma Cuno nie powstrzymał wojsk francuskich i belgijskich od okupacji Zagłębia Ruhry w styczniu 1923 – rząd proklamował opór pasywny a społeczeństwo Nadrenii i Ruhry przystąpiło do strajków. Środki na wsparcie strajkujących zdobywano poprzez kolejne zwiększenie emisji pieniądza.
Na przełomie marca i kwietnia 1923 rezerwy złota i dewiz Reichsbanku umożliwiające stabilizację kursu walutowego i hamowanie inflacji zaczęły się kończyć. 18 kwietnia 1923 pozbawiony rezerw Reichsbank został zmuszony zakończyć swoje interwencje na otwartym rynku. W kwietniu 1923 za jednego dolara płacono już 350 000 marek. 12 sierpnia 1923 rząd Cuno podał się do dymisji, i został zastąpiony przez rząd Gustava Stresemanna. Głównym celem nowego gabinetu była stabilizacja gospodarcza kraju. Stresemann zakończył walki w Nadrenii, co spotkało się z ogromną krytyką na niemieckiej scenie politycznej. Kurs marki do dolara zareagował drastycznie – 29 września 1923 za jednego dolara płacono już 160 milionów marek.
W październiku 1923 dochody państwa z tytułu podatków pokrywały jedynie 1% wydatków państwowych – 99% środków pozyskiwano poprzez emisję dodatkowego pieniądza. Deprecjacja marki przyspieszała – Reichsbank zmuszony był emitować banknoty o coraz wyższych nominałach – w listopadzie 1923 wypuszczono banknot o nominale 100 bilionów marek (10 × 1012). Jesienią 1923 dla mennicy Rzeszy pracowały 133 drukarnie, papier do druku dostarczało 30 zakładów papierniczych a matryce 29 warsztatów. Ogółem przy druku ok. 10 miliardów (109) banknotów zatrudnienie znalazło 30 tys. osób. Pomimo tego nie nadążano z drukiem banknotów za postępującą deprecjacją. Stąd miasta, gminy i przedsiębiorstwa ponownie podjęły się emisji własnego pieniądza (niem. Notgeld) – w sumie wydrukowano ponad 700 trylionów marek (700 × 1018) a Reichsbank wyemitował 524 tryliony (524 × 1018).
Była to sytuacja bez precedensu – najwyższa miesięczna stopa inflacji wyniosła wówczas 29 525,71% – co jest trzecim najwyższym wynikiem w historii po stopie hiperinflacji w Serbii (1992–1994) 309 tys. % i Węgrzech (1945–1946) 1,295 × 1016 % (12,95 biliarda). Przykładowo: 3 stycznia 1923 1 kg chleba kosztował 163 marki a 1 kg wołowiny 1800 marek, 19 listopada 1923 ceny tych produktów wynosiły odpowiednio 233 miliardy marek i 4 biliony 800 miliardów marek. Podczas gdy w maju 1923 za dolara amerykańskiego płacono 47 670 marek to 20 listopada 1923 kosztował on już 4,2 biliony marek.
15 listopada 1923 wartość nominalna banknotów w obiegu wynosiła 92,8 tryliona marek papierowych. Wtedy dolar kosztował 4,2 biliona marek.

#### Społeczne skutki inflacji
Hiperinflacja stale pogarszała sytuację zaopatrzeniową społeczeństwa – wzrost płac nie nadążał za wzrostem cen, płace realne spadły do poziomu 40% swojej wartości przedwojennej, oszczędności w gotówce traciły na wartości, z braku popytu ceny nieruchomości spadały – społeczeństwo ubożało. Wypłaty wynagrodzenia odbywały się w rytmie dziennym, by umożliwić pracownikom jak najszybsze zakupy, a godziny otwarcia sklepów dopasowano do godzin ogłaszania oficjalnego kursu walutowego.
Wskutek orzeczenia sądowego o spłacie kredytów z wiosny 1923, stanowiącego, że „marka marce równa” (niem. eine Mark gleich eine Mark), przedwojenne pożyczki zaciągnięte w markach złotych były spłacane w markach papierowych w stosunku 1:1. Wielu rolników i przedsiębiorców mogło szybko spłacić zaciągnięte wcześniej kredyty. Również skarb państwa spłacił długi wojenne w ten sposób – wykupując obligacje wojenne w kwocie 154 miliardów marek, których wartość nabywcza w listopadzie 1923 stanowiła 15,4 fenigów z 1913.

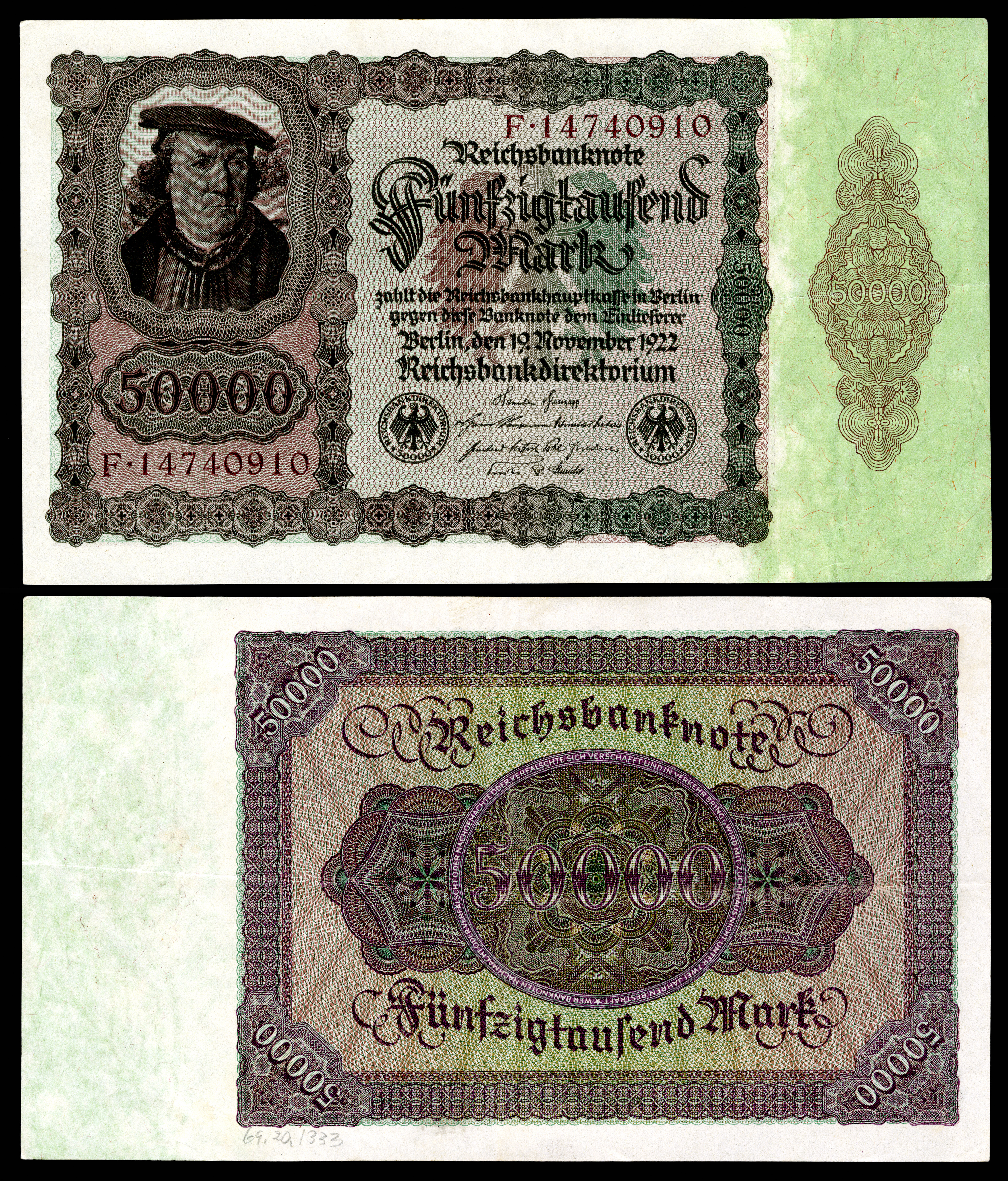
50 000 marek 19 listopada 1922 (= ok. 20 marek z 1914)
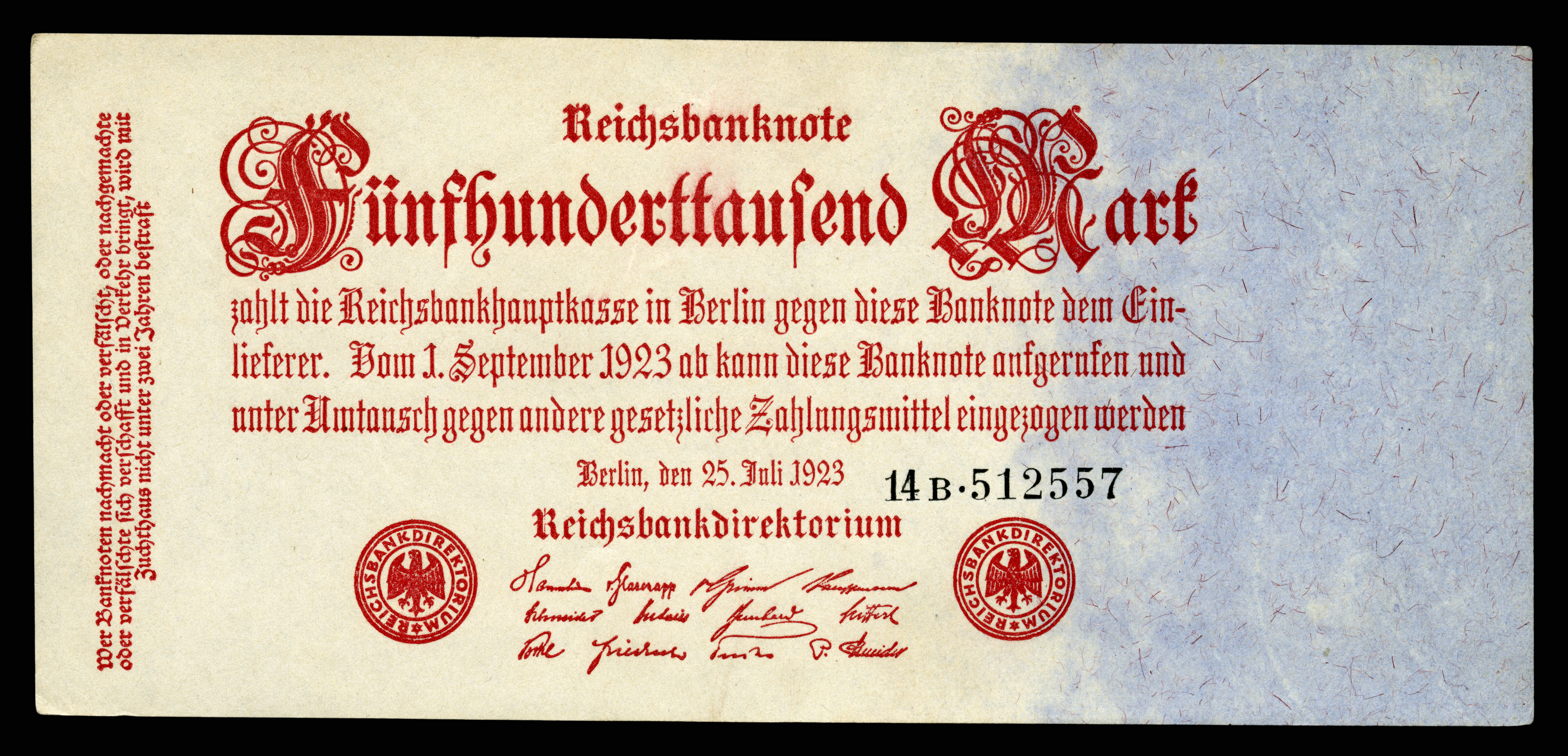
500 000 marek 25 lipca 1923 (= ok. 50 fenigów z 1914)
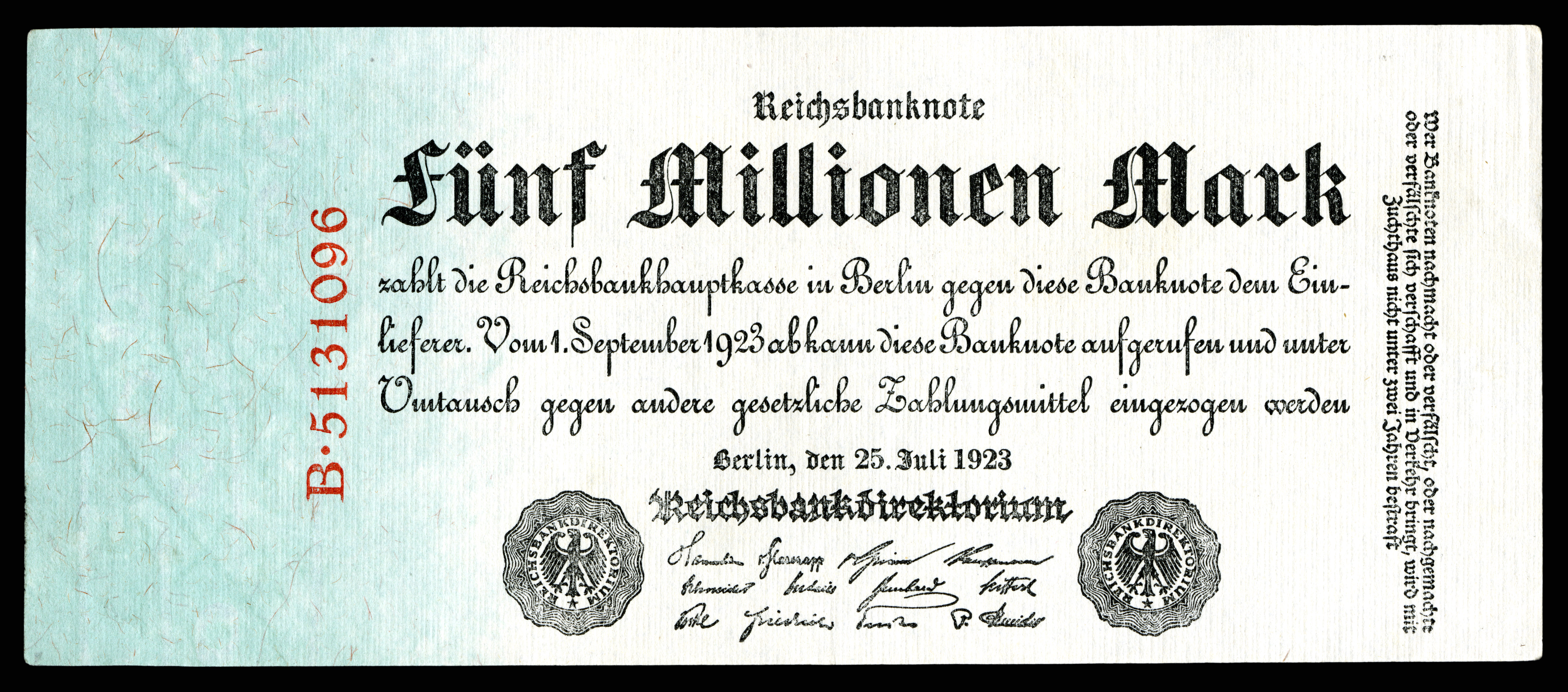
5 milionów marek 25 lipca 1923 (= ok. 5 marek z 1914)
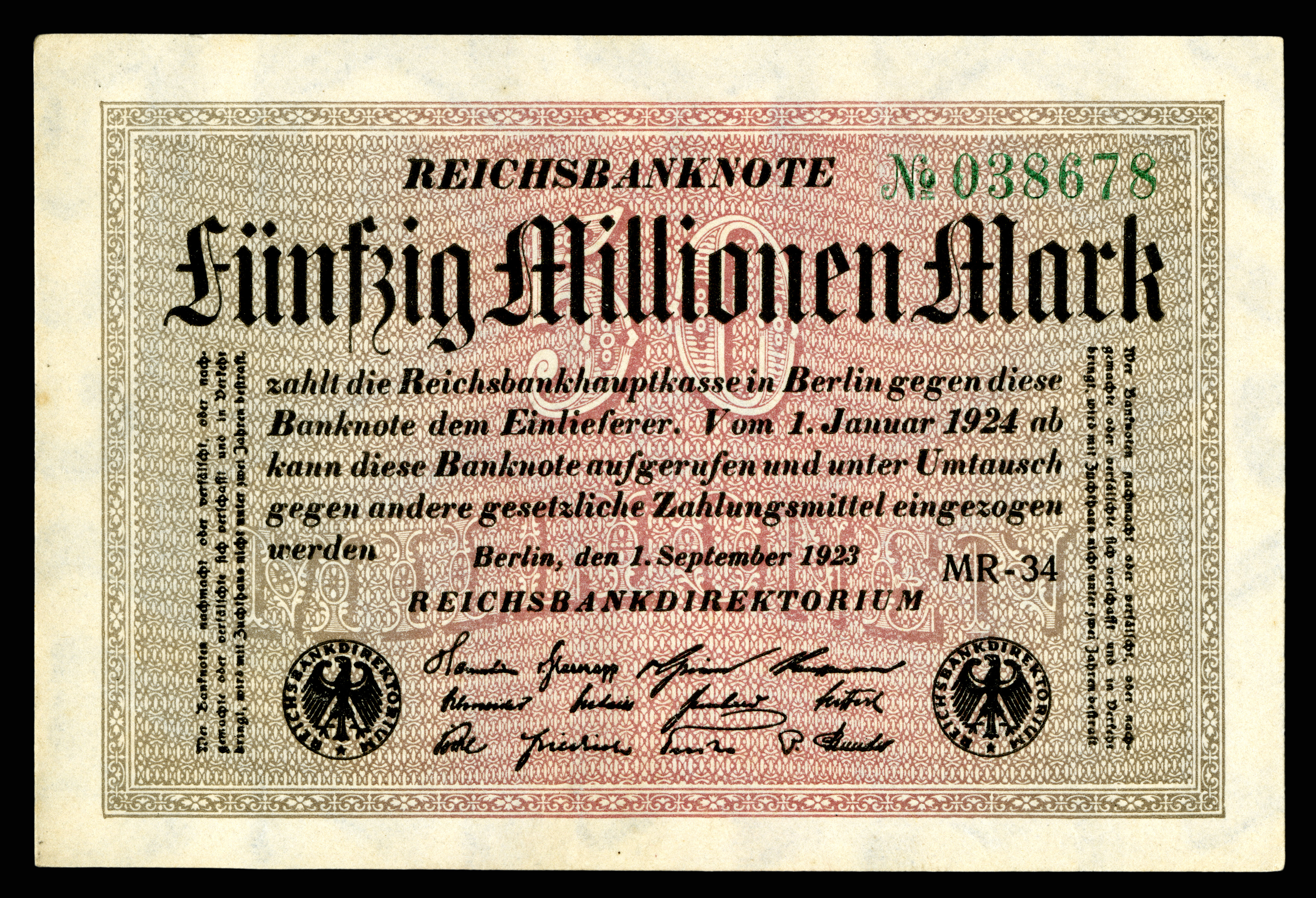
50 milionów marek 1 września 1923 (= ok. 5 marek z 1914)

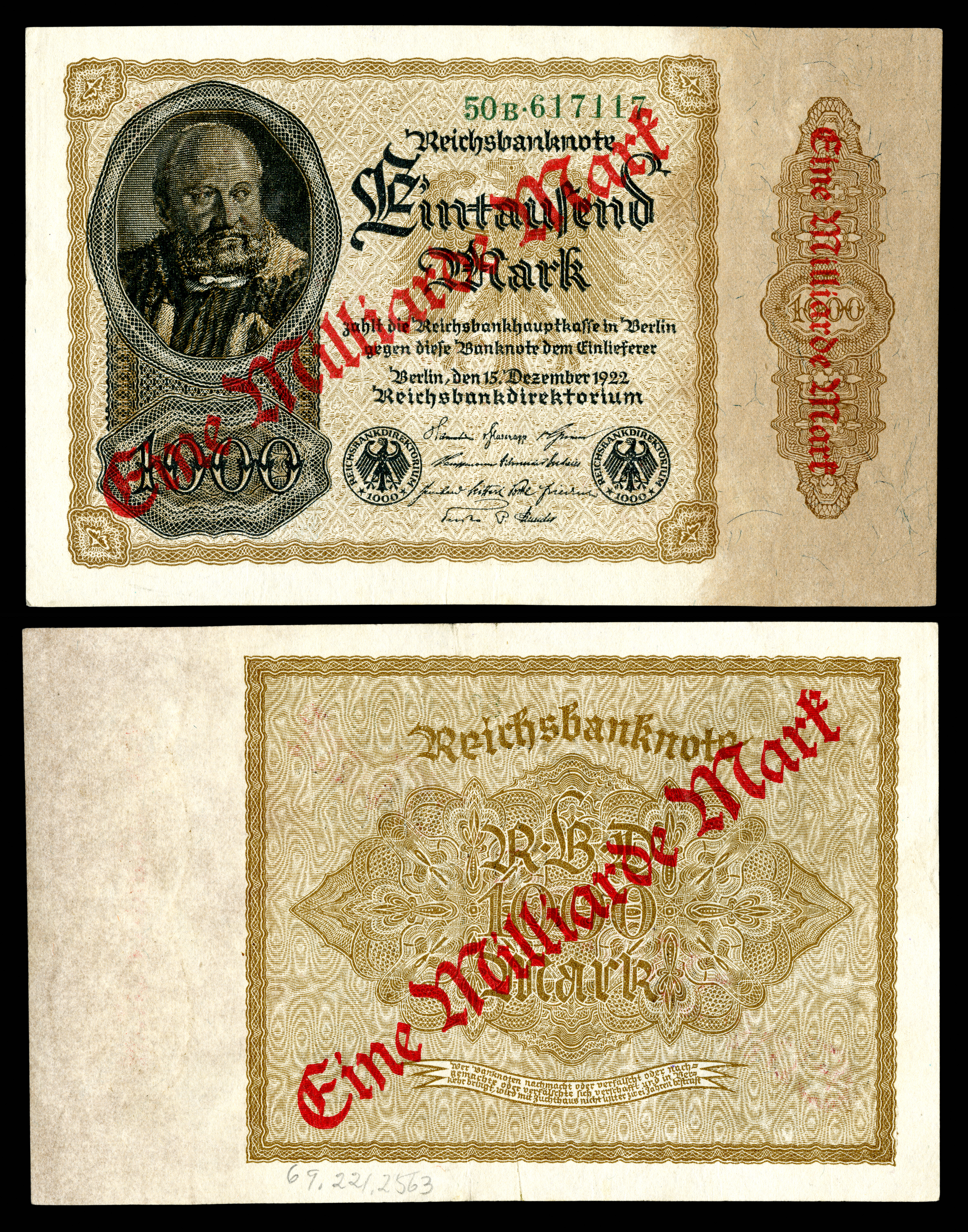
1 miliard marek Nadruk z końca 1923 ehem. 1000 Mark-Schein von 15. Dezember 1922 (wartość pod koniec 1922 ok. 20 fenigów z 1914)
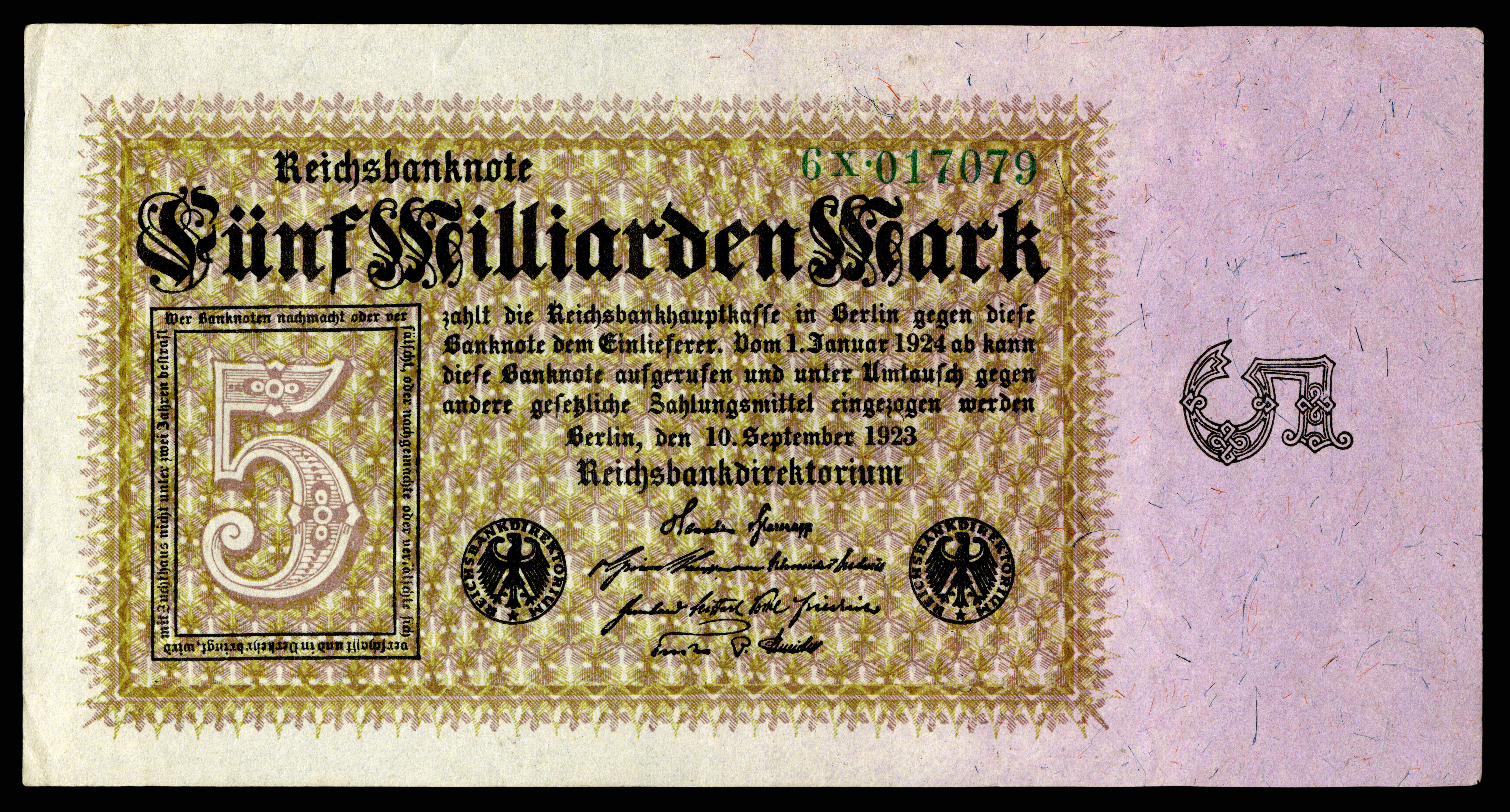
5 miliardów marek 10 września 1923 (= ok. 50 marek z 1914)
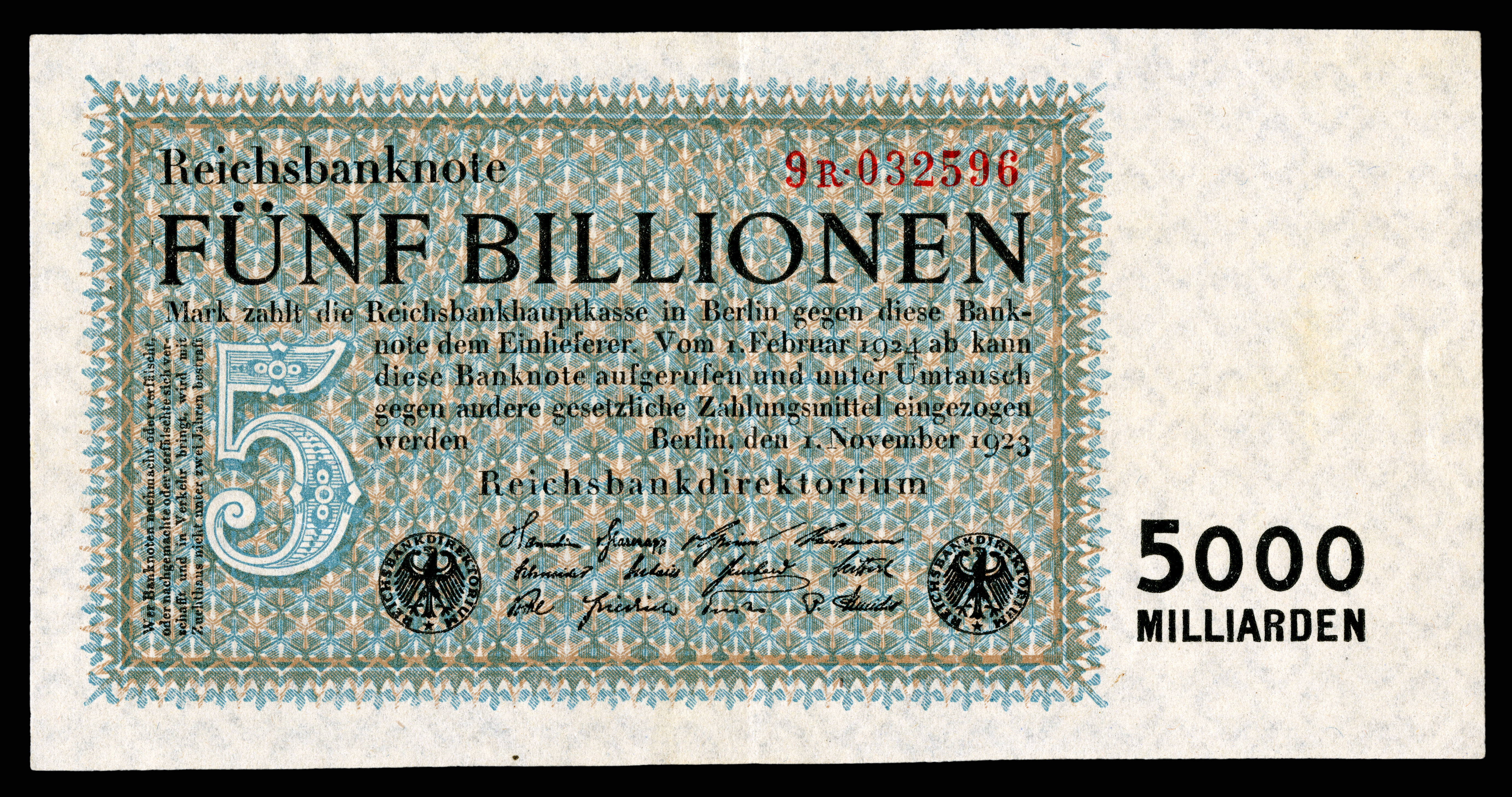
5000* 1e9 marek 1 listopada 1923 (= ok. 50 marek z 1914) Notgeld z 1924–1925 (wartość 5 Rentenmark – wg kursu z 15 listopada 1923)
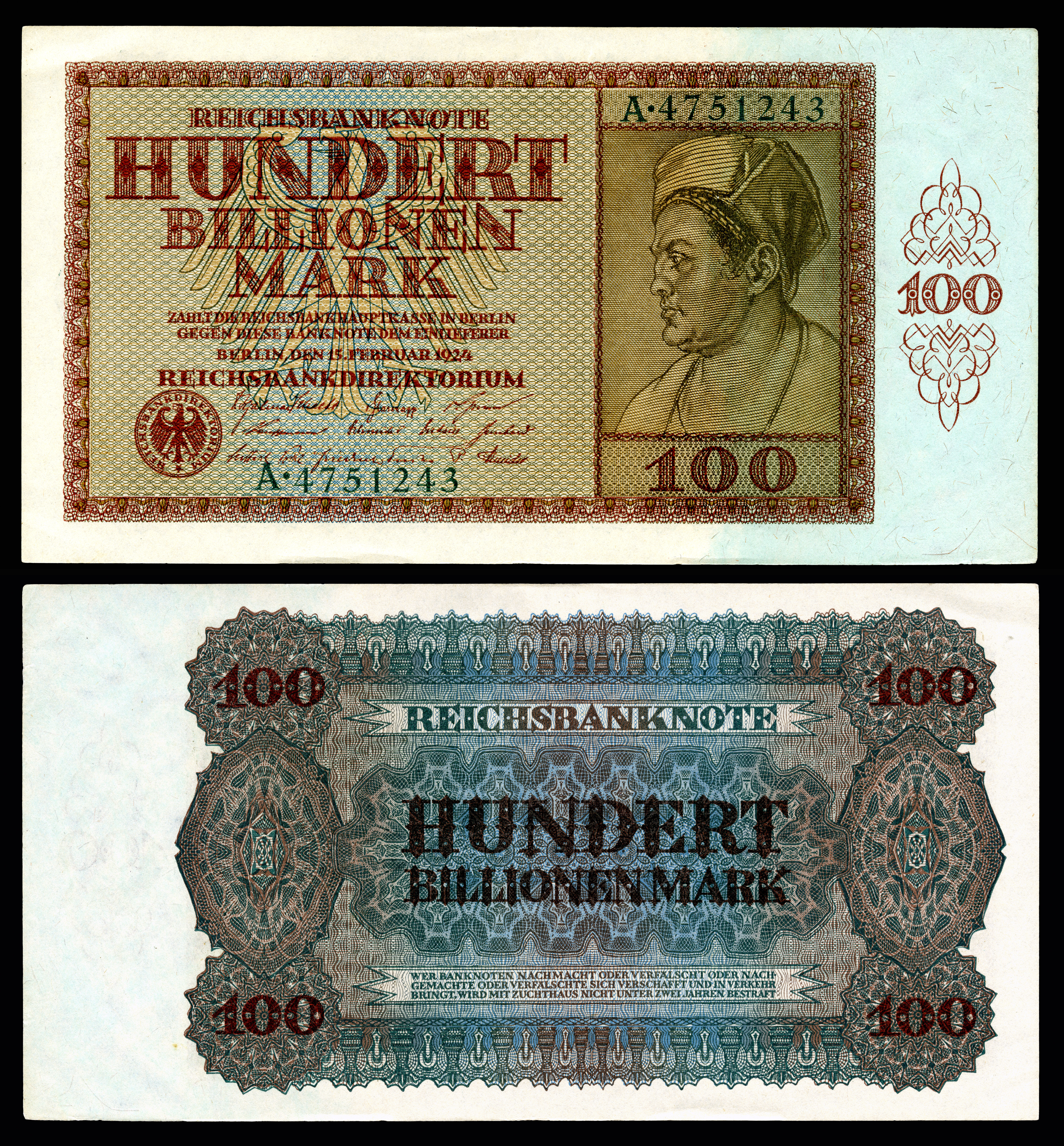
100000* 1e9 marek 15 lutego 1924 Notgeld z 1924–1925 (wartość 100 Rentenmark – wg kursu z 15 listopada 1923)

- 5 bln marek
1 listopada 1923
(= ok. 50 marek z 1914)
Notgeld z 1924–1925
(wartość 5 Rentenmark – wg kursu z 15 listopada 1923)
- 100 bln marek
15 lutego 1924
Notgeld z 1924–1925
(wartość 100 Rentenmark – wg kursu z 15 listopada 1923)

### Reforma walutowa w listopadzie 1923

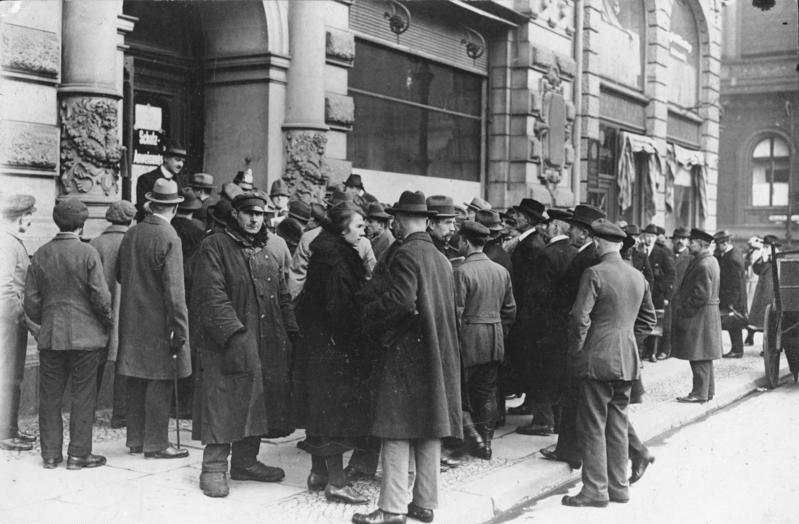
Reforma walutowa: wydawanie nowych Rentenmarek

W kulminacyjnym punkcie hiperinflacji istniały już różne propozycje wyjścia z sytuacji. We wrześniu 1923 Karl Theodor Helfferich zaproponował wprowadzenie nowej waluty opartej na życie – marki żytniej (niem. Roggenmark), która nie byłaby jeszcze walutą w pełni stabilną z uwagi na wahanie cen żyta w zależności od zbiorów, lecz pozwoliłaby na utrzymanie wartości waluty w przedziale pomiędzy najwyższą a najniższą ceną żyta. Plan Helffericha nie został pozytywnie przyjęty ani przez przedstawicieli ministerstwa finansów ani przez przemysłowców, którzy preferowali walutę opartą na złocie. Pomysł Helffericha, by nowa waluta znalazła pokrycie w konkretnym dobrze, został jednak zrealizowany kiedy wprowadzoną walutę przejściową Rentenmarkę oparto na ziemi znajdującej się w posiadaniu państwa niemieckiego. W związku z tym, nazywano często Helffericha „ojcem Rentenmarki” (niem. Vater der Rentenmark).
15 października 1923 rząd Rzeszy powołał do życia Deutsche Rentenbank, który przejął zadanie emisji pieniądza od Reichsbanku i od 15 listopada 1923 rozpoczął emisję nowej waluty – Rentenmarki. Ponieważ rezerwy złota Rzeszy nie wystarczyły na pokrycie kapitału założycielskiego Rentenbanku, zaciągnięto kredyt pod hipotekę zakładów przemysłowych i gospodarstw rolnych znajdujących się w posiadaniu państwa – kredyt opiewał na sumę 3,2 miliarda Rentenmarek. Kurs nowej waluty – Rentenmarki – ustalono na 1:1012 (bilion) marki papierowej, co odpowiadało 4,2 Rentenmarki za dolara.
Rozporządzenie ograniczyło ilość pieniądza w obiegu do kwoty 3,2 miliarda Rentenmarek, ustalając również granicę 1,2 miliarda Rentenmarek do dyspozycji rządu. Pomimo tego, że finansowanie wydatków rządowych odbywało się prawie wyłącznie poprzez emisję dodatkowego pieniądza, Rentenbank nie zgodził się na podwyższenie tych pułapów. Reforma skutecznie ograniczyła ilość pieniądza w obiegu, zatrzymała inflację i wymusiła powrót do zbilansowanego budżetu.
Dzięki reformie, ograniczeniu pieniądza w obiegu i drastycznej konsolidacji budżetu udało się ustabilizować walutę – zaczęto mówić o cudzie Rentenmarki.
Rentenmarka była jedynie rozwiązaniem przejściowym, a 30 sierpnia 1924 zgodnie z planem Dawesa wprowadzono Reichsmarkę.

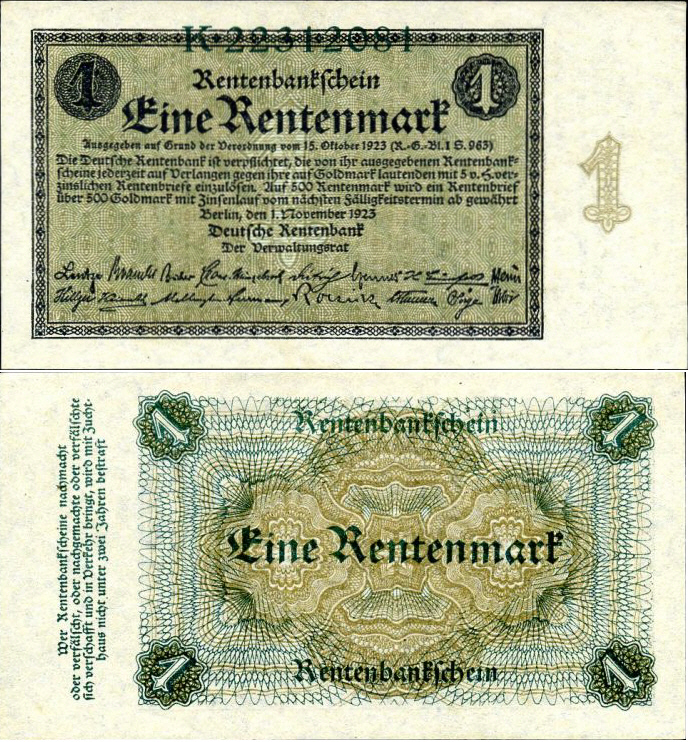
1 Rentenmarka z 1923
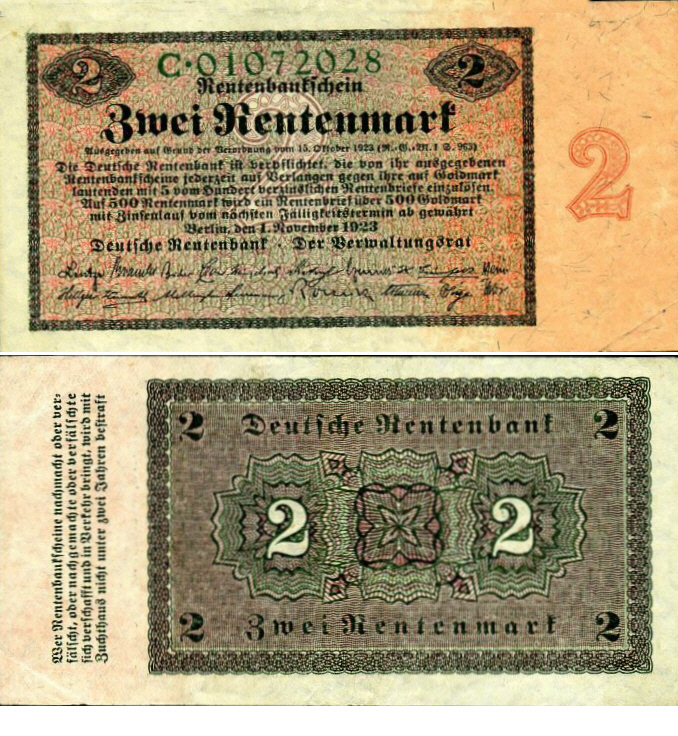
2 Rentenmarki z 1923
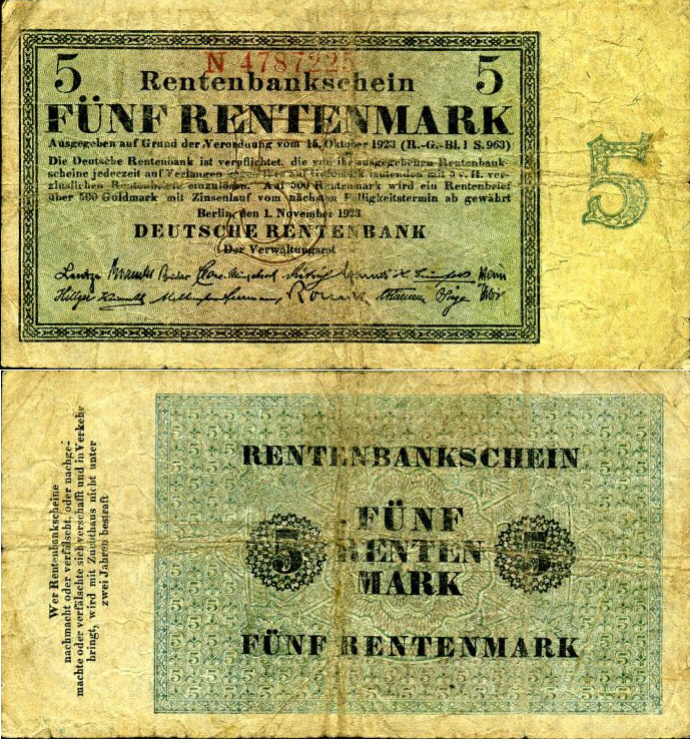
5 Rentenmarek z 1923
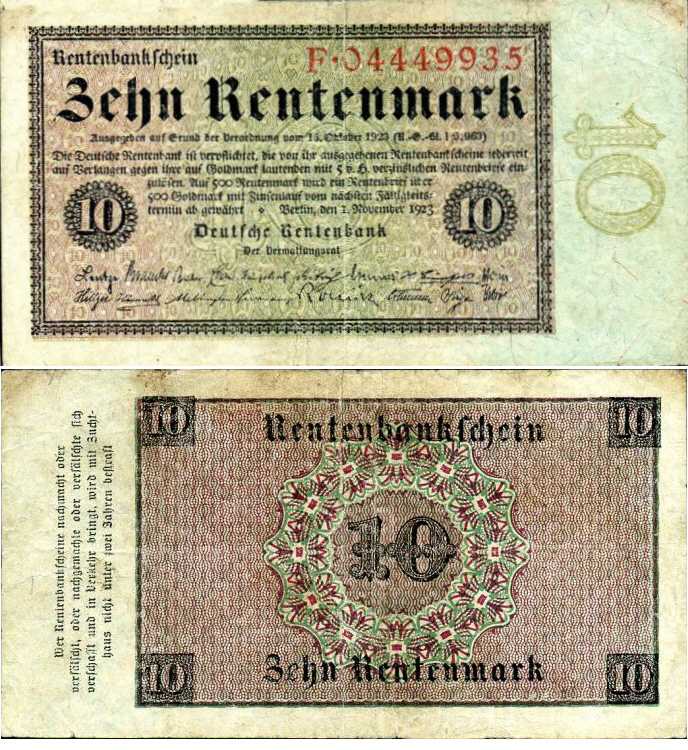
10 Rentenmarek z 1923

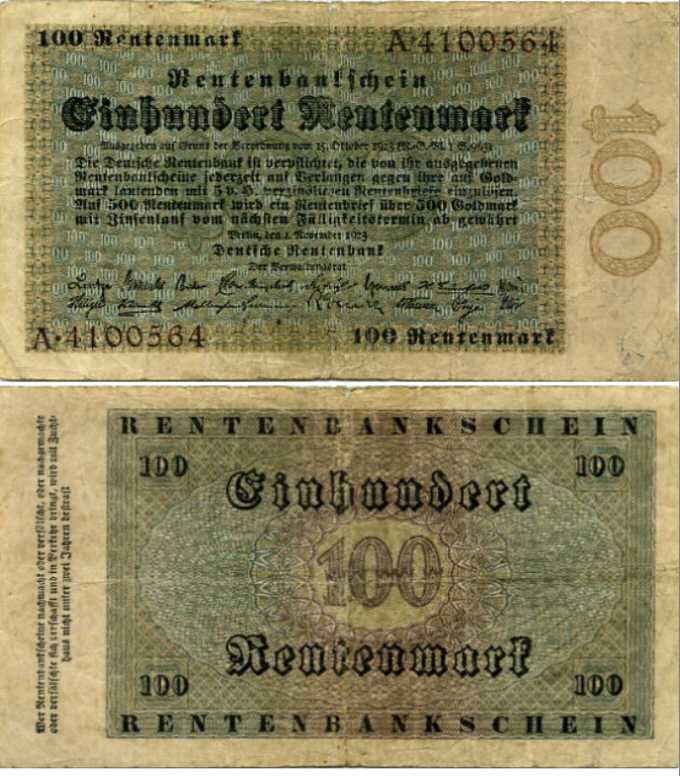
100 Rentenmarek z 1923
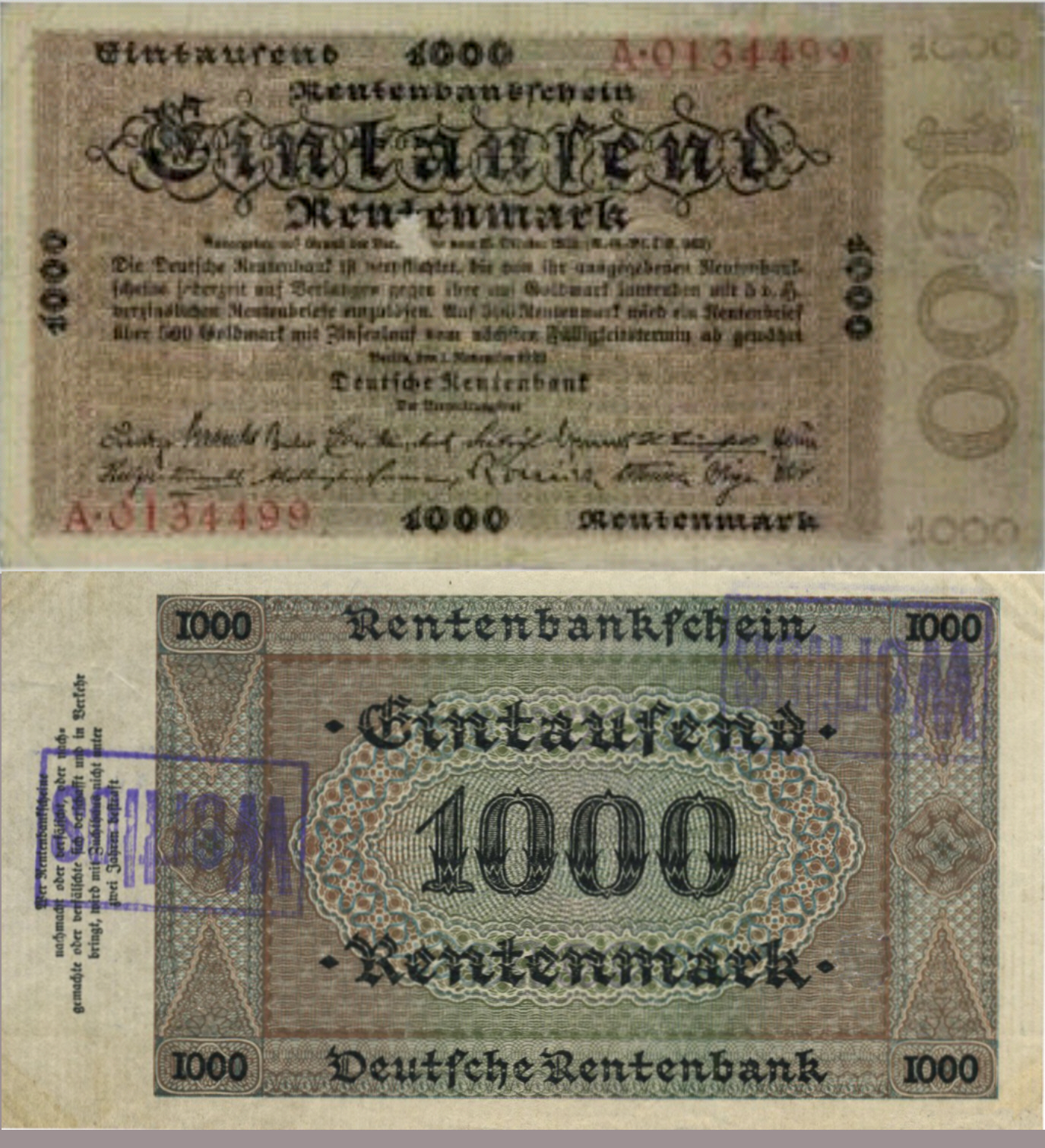
1000 Rentenmarek z 1923
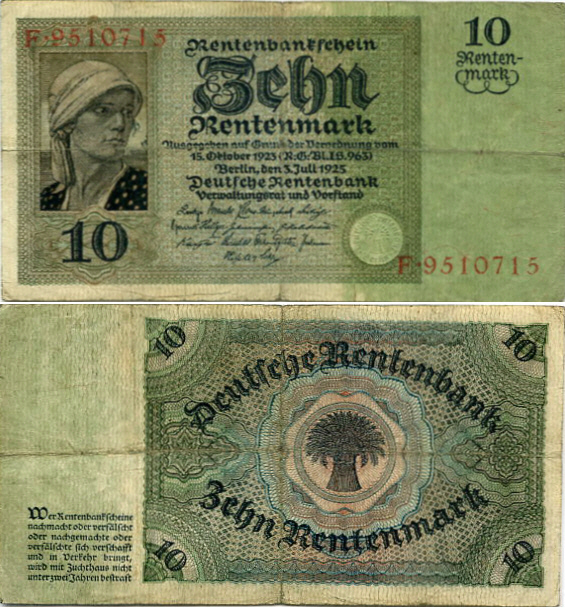
10 Rentenmarek z 1925
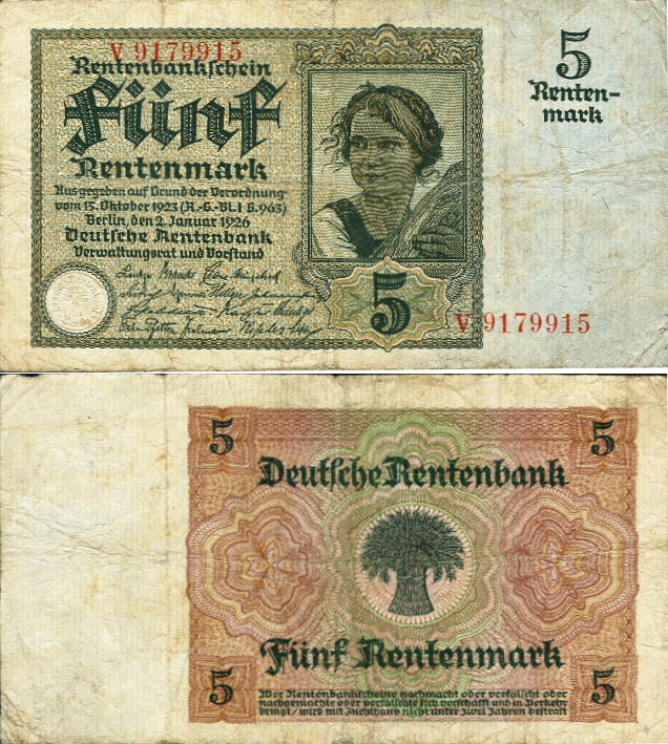
5 Rentenmarek z 1926

## Znaczenie
Chociaż hiperinflacja zakończyła się reformą walutową a Republika Weimarska przetrwała jeszcze przez ponad dekadę, wielu historyków uważa, że ówczesna sytuacja gospodarcza odegrała znaczącą role w dojściu nazistów i Adolfa Hitlera do władzy. Hiperinflacja poważnie zachwiała zaufaniem klasy średniej do instytucji liberalnych – członkowie klasy średniej mający oszczędności w gotówce i obligacjach byli najbardziej narażeni na straty. Spadło zaufanie do banków – wielu bankierów było pochodzenia żydowskiego, przez co niektórzy określali weimarskie banknoty o wysokich nominałach mianem żydowskiego confetti.
Stabilność cen i waluty stały się głównym celem późniejszej polityki pieniężnej Niemiec, a przywiązanie do restrykcyjnej polityki pieniężnej widoczne jest również w debatach na temat mechanizmów antykryzysowych i organizacji pomocy dla gospodarek strefy euro osłabionych podczas kryzysu w 2008 roku.